# La Vache et le Président
Pour plus de détails, voir Fiche technique et Distribution.
La Vache et le Président est un film français réalisé par Philippe Muyl et sorti en 2000.

## Synopsis
Lucas, orphelin, fils d'un agriculteur breton, se lie d'amitié avec Maéva, une vache orpheline comme lui dont la mère est morte en couches. Cependant, un cas de vache folle est détecté parmi le troupeau, qui doit être alors abattu. Lucas va tout tenter afin de sauver Maéva et contacte le président de la République, seul détenteur du droit de grâce.

## Fiche technique
- Réalisation : Philippe Muyl
- Scénario : Philippe Muyl, Philippe Le Dem
- Production : Alain Poiré
- Musique originale : Vladimir Cosma
- Photographie : Pascal Gennesseaux
- Montage : Catherine Kelber
- Décors : Dominique André
- Costumes : Sylvie de Segonzac
- Durée : 90 minutes
- Pays :  France
- Langue : français
- Date de sortie : 
  - France : 28 juin 2000

## Distribution
- Bernard Yerlès : Romain Lentéric
- Florence Pernel : Sarah
- Mehdi Ortelsberg : Lucas Lentéric
- Christian Bujeau : Jean-René Moussard
- Bernard Bloch : Bichon
- Charles Schneider : Brémond
- Jean-Marie Cornille : Gendarme 1
- Gérard Sergue : Gendarme 2
- Michel Trillot : Gardien de la paix 1
- Patrick Rombi : Gardien de la paix 2
- Jean Dell : Flic en civil 1
- Philippe Blancher : Flic en civil 2
- Asil Raïs : Krishna
- Patrick Zard : Inspecteur vétérinaire
- Jean Obé : Le vieux monsieur

## Autour du film
- Le titre et le sujet du film rappellent l'illustre La Vache et le Prisonnier avec Fernandel.
- Le film surfe sur l'actualité de la crise de la vache folle qui frappa dans les années 90.
- La scène où la vache erre dans le métro de Paris a été tournée dans la toute nouvelle ligne 14 (elle fut inaugurée en 1998). On voit notamment la vache à l'intérieur d'une rame MP89CA devant des voyageurs ébahis.